# Pyramitrium novae-valesiae
Pyramitrium novae-valesiae là một loài rêu trong họ Encalyptaceae. Loài này được Hampe Mitt. mô tả khoa học đầu tiên năm 1883.